# SLC35B4
SLC35B4 (англ. Solute carrier family 35 member B4) – білок, який кодується однойменним геном, розташованим у людей на короткому плечі 7-ї хромосоми. Довжина поліпептидного ланцюга білка становить 331 амінокислот, а молекулярна маса — 37 424.
| 10         |  | 20         |  | 30         |  | 40         |  | 50         |
| ---------- |  | ---------- |  | ---------- |  | ---------- |  | ---------- |
| MRPALAVGLV |  | FAGCCSNVIF |  | LELLARKHPG |  | CGNIVTFAQF |  | LFIAVEGFLF |
| EADLGRKPPA |  | IPIRYYAIMV |  | TMFFTVSVVN |  | NYALNLNIAM |  | PLHMIFRSGS |
| LIANMILGII |  | ILKKRYSIFK |  | YTSIALVSVG |  | IFICTFMSAK |  | QVTSQSSLSE |
| NDGFQAFVWW |  | LLGIGALTFA |  | LLMSARMGIF |  | QETLYKRFGK |  | HSKEALFYNH |
| ALPLPGFVFL |  | ASDIYDHAVL |  | FNKSELYEIP |  | VIGVTLPIMW |  | FYLLMNIITQ |
| YVCIRGVFIL |  | TTECASLTVT |  | LVVTLRKFVS |  | LIFSILYFQN |  | PFTLWHWLGT |
| LFVFIGTLMY |  | TEVWNNLGTT |  | KSEPQKDSKK |  | N          |  |            |

A: Аланін

C: Цистеїн

D: Аспарагінова кислота

E: Глутамінова кислота

F: Фенілаланін

G: Гліцин

H: Гістидин

I: Ізолейцин

K: Лізин

L: Лейцин

M: Метіонін

N: Аспарагін

P: Пролін

Q: Глутамін

R: Аргінін

S: Серин

T: Треонін

V: Валін

W: Триптофан

Задіяний у таких біологічних процесах, як транспорт, альтернативний сплайсинг. 
Локалізований у мембрані, апараті гольджі.